# سفارة هايتي في الولايات المتحدة
سفارة هايتي في الولايات المتحدة هي أرفع تمثيل دبلوماسي لدولة هايتي لدى الولايات المتحدة. تقع السفارة في شمال غربي واشنطن العاصمة وهي تهدف لتعزيز المصالح الهايتية في الولايات المتحدة.

## وصلات خارجية
- قائمة سفارات هايتي
- قائمة السفارات في الولايات المتحدة